# 페이라지산타나

페이라지산타나의 위치

페이라지산타나(포르투갈어: Feira de Santana)는 브라질 북부 바이아주에 있는 도시이다. 인구 584,497(2008).
사우바도르에서 내륙으로 110km 들어간 곳의 해발고도 250m 지점에 위치한다. 18세기에 건설되었고, 19세기에 내륙과 해안지대의 농축산물 거래지로 발달하였다. 지명은 성녀 안나의 날에 장날이 형성된 것에서 유래한다. 시장이 특히 유명하며, 소 시장이 특히 알려져 있다.

## 같이 보기
- 페이라지산타나 주립 대학교